# Kourabiedes
I kourabiedes o kourabiethes (κουραμπιέδες), pronuncia kurabiédes, sono dei biscotti tipici della Grecia realizzati con una pasta frolla leggera, di solito a base di mandorle. Spesso i kourabiedes sono impastati con il brandy, e di solito insaporiti con il metaxa, o la vaniglia, il mastika o l'acqua di rose.
Il nome kurabiés (al singolare, al plurale kurabiedes) deriva dal turco kurabiye, il quale a sua volta deriva dal parole arabo ghurayba (غريبة), che letteralmente significa "piccola cosa straniera".
I kourabiedes sono modellati a forma di mezzaluna o di cerchi, poi infornati sino a doratura. Una volta freddi, vengono coperti con lo zucchero a velo.
Come i melomakarono, i kourabiedes dolci che si preparano in occasione di alcune ricorrenze speciali come il Natale o i battesimi. In alcune regioni della Grecia, i kourabiedes di Natale, sono abbelliti con un'unica foglia speziata per ogni biscotto.